# Elmo the Fearless
Elmo the Fearless er en amerikansk stumfilm fra 1920 af J. P. McGowan.

## Medvirkende
- Elmo Lincoln
- Louise Lorraine som Edith Stillwell
- William N. Chapman som Robert Stillwell
- Ray Watson som Paul Horton
- Frank Ellis som Dan Bulger
- V. L. Barnes som Checko
- Gordon McGregor som Guy Hatherton
- J. P. McGowan
- Monte Montague